# بيث برانت
بيث برانت هي كاتِبة وشاعرة كندية، ولدت في 1941 في ديترويت في الولايات المتحدة، وتوفي بنفس المكان في أغسطس 2015.